# Albesa
Albesa est une commune de la province de Lérida, en Catalogne, en Espagne, de la comarque de Noguera

## Histoire
- La villa romaine de Romeral, site archéologique.